# Марсель, ракушка в ботинках
«Марсель, ракушка в ботинках» (англ. Marcel the Shell with Shoes On) — полнометражный анимационно-игровой фильм американского режиссёра Дина Флейшер-Кэмпа. Премьера фильма в кинотеатрах состоялась на кинофестивале «Теллурайд» 3 сентября 2021 года, 24 июня 2022 года состоялся ограниченный прокат в США, а 15 июля фильм вышел в широкий прокат. Фильм получил положительные отзывы критиков и получил номинацию на 95-й церемонии вручения премии «Оскар» в категории лучший анимационный фильм.

## Сюжет
После развода документалист Дин переезжает в квартиру, снятую на Airbnb, и обнаруживает Марселя, говорящую ракушку, который живёт в доме со своей бабушкой Наной Конни и питомцем Аланом.

## Персонажи
- Марсель (озвучивает Дженни Слейт).
- Дин (Дин Флейшер-Кэмп), документалист.
- Нана Конни (озвучивает Изабелла Росселлини), бабушка Марсель.